# Mirosław Orliński
Mirosław Adam Orliński (ur. 21 lipca 1986 w Warszawie) – polski polityk, prawnik i samorządowiec, poseł na Sejm X kadencji.

## Życiorys
Z wykształcenia prawnik, ukończył studia na Wydziale Prawa i Administracji Uniwersytetu Warszawskiego. Został następnie doktorantem na tej uczelni. Działał w Forum Młodych Ludowców, przewodniczył FML w województwie mazowieckim. Członek Polskiego Stronnictwa Ludowego. Od 2009 był asystentem marszałka województwa Adama Struzika, a następnie asystentem w gabinecie politycznym wicepremiera i ministra gospodarki Waldemara Pawlaka. Potem zatrudniony w Wojewódzkim Funduszu Ochrony Środowiska i Gospodarki Wodnej w Warszawie.
W wyborach samorządowych w 2010 został wybrany na radnego Sejmiku Województwa Mazowieckiego. W 2014 i 2018 z powodzeniem ubiegał się o reelekcję. Pełnił funkcję wiceprzewodniczącego sejmiku. W 2009 i 2014 kandydował z listy PSL do Parlamentu Europejskiego. W 2011, 2015 i 2019 bez powodzenia ubiegał się o mandat poselski.
W wyborach parlamentarnych w 2023 został wybrany do Sejmu X kadencji z okręgu płockiego, startując z trzeciego miejsca na liście Trzeciej Drogi i zdobywając 9066 głosów. W grudniu 2023 powołany w skład komisji śledczej ds. afery wizowej.